# Franz Bileck
Franz Bileck (* 18. Juli 1926 in Wien; † 2. September 2021) war ein österreichischer Gitarrist, Komponist und Kapellmeister. Er war auch bekannt als Franz Bilek, Ferry Bileck, Ferry Bilek, F. Puschkin und F. Bilek.

## Repertoire
Sein Repertoire beinhaltet Klassische Musik, Jazz, Flamenco und Rock ’n’ Roll, Wiener Lied, Russische Volksmusik mit seiner Balalaika, Bouzouki, uvm. Als Gitarrensolist war er vor allem auf den frühen Schallplatten von Peter Kraus zu hören, unter anderem begleitete er Freddy Quinn, Karl Farkas, Heinz Conrads und Hans Moser mit der Kontragitarre mit seinen Schönbrunner Schrammeln, später u. a. Agnes Baltsa mit der Bouzouki 1987 bei der Eröffnungsfeier des Wiener Konferenzzentrums, heute Austria Center Vienna und vertrat als Botschafter der Musik die Stadt Wien auf internationalen Wien Bällen bis nach Maskat oder Peking. Die ersten 25 Jahre der Nachkriegszeit spielte er mit seinem Tanzorchester auf dem Wiener Opernball. Mit seinem Kammermusikorchester begleitet er seit 1965 unter sieben Bürgermeistern bis Anfang 2020 die Covid-19-Pandemie weitere Veranstaltungen verhindern, die Hochzeitsjubiläumsfeiern der Stadt Wien, mit seiner "Papa Bileck’s Jazz-Band die Wiener Festwochen bis 2018 jedes Jahr den Wiener Ball in Mailand. 1991 wirkte er am Drehort Wien der Produktion der US-TV-Serie Die Strauß-Dynastie von Marvin J. Chomsky mit. als musikalischer Berater und Darsteller des Jacques Offenbach. 1999 erhielt er das Goldene Ehrenzeichen für Verdienste um das Land Wien und 2016 den Goldenen Rathausmann (Wien). Als Vorstands-Ehrenmitglied der Österreichischen Interpretengesellschaft OESTIG-LSG setzte er sich mit über 90 Jahren aktiv für den Schutz von Leistungsrechten der Komponisten und Interpreten sowie die Förderung junger Musiker ein.

## Belege
1. ↑  Prof. Franz Bileck †, 18. Juli 1926 – 2. September 2021. Abgerufen am 15. Februar 2024. Nachruf in der Wienerlied Zeitung, Seite 28
2. ↑  Archivierte Kopie (Memento vom 21. Juni 2016 im Webarchiv archive.today)
3. ↑  https://www.amazon.it/Boris-Rubaschkin-Balalaikaensemble-Bilek-Musica-Digitale/s?ie=UTF8&page=1&
4. ↑  https://itunes.apple.com/us/album/spiel-bruderchen-spiel!/id260102480rh=n%3A1748203031%2Ck%3ABoris%20Rubaschkin%5Cc%20Balalaikaensemble%20Bilek
5. ↑  https://music.apple.com/at/artist/bouzouki-ensemble-bilek-nejez/303314424
6. ↑  Anteile österreichischer Musik im ORF-Radio sinken weiter (Seite nicht mehr abrufbar, festgestellt im April 2019. Suche in Webarchiven) auf der Seite des Österreichischen Gewerkschaftsbunds
7. ↑  https://www.musiklexikon.ac.at/ml/musik_B/Bileck_Franz.xml
8. ↑  Annemarie Zauner: Einladung zur Hochzeitsjubiläumsveranstaltung im Wiener Rathaus - Tulln. In: meinbezirk.at. 25. Februar 2015, abgerufen am 25. Februar 2024.
9. ↑  http://www.musiklexikon.ac.at/ml/musik_B/Bileck_Franz.xml
10. ↑  L'orchestra di ballo (Seite nicht mehr abrufbar, festgestellt im April 2018. Suche in Webarchiven) auf balloviennesemilano.com
11. ↑  Ehrenzeichen Wiens für Kapellmeister Franz Bileck auf oe-journal.at
12. ↑   auf wien.gv.at
13. ↑  Was ist die OESTIG? auf www.oestig.at
14. ↑   auf musikergilde.at

| Personendaten    | Personendaten                                                                  |
| ---------------- | ------------------------------------------------------------------------------ |
| NAME             | Bileck, Franz                                                                  |
| ALTERNATIVNAMEN  | Bilek, Franz; Bileck, Ferry; Bilek, Ferry; Puschkin, F.; Bilek, F.; Papa Bilek |
| KURZBESCHREIBUNG | österreichischer Gitarrist, Komponist und Kapellmeister                        |
| GEBURTSDATUM     | 18. Juli 1926                                                                  |
| GEBURTSORT       | Wien                                                                           |
| STERBEDATUM      | 2. September 2021                                                              |